# 이젤

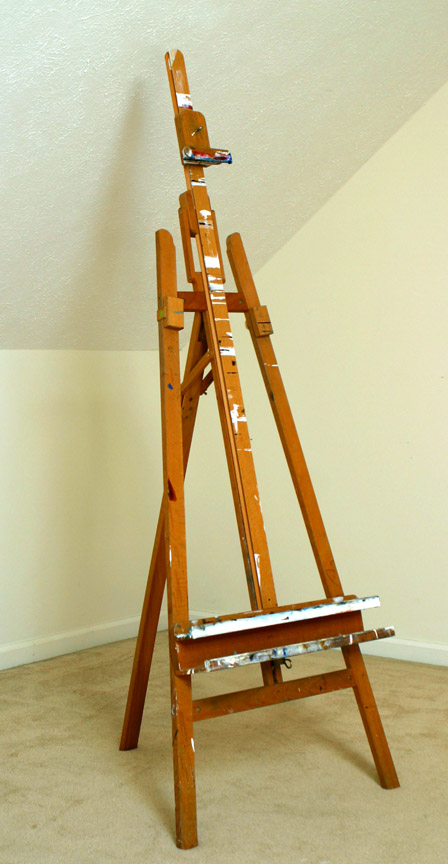
삼각대형 이젤

이젤(easel; 문화어: 그림버티개)은 수직 20도 각도로 그림을 그릴 때 그림판을 놓는 틀이다.

## 역사
이젤은 고대 이집트 시대부터 사용되었다. 1세기 고대 로마의 가이우스 플리니우스 세쿤두스는 이젤 위에 놓인 "큰 판넬"을 언급하기도 했다.

## 같이 보기
- 캔버스
- 화판 (책상)